# アリス・パイク・バーニー
アリス・パイク・バーニー（Alice Pike Barney、1857年1月14日 - 1931年10月12日）はアメリカ合衆国の画家である。

## 略歴
オハイオ州のシンシナティで生まれた。父親はウィスキーの醸造で財をなした人物で、美術のパトロンでもあり、シンシナティにオペラ・ハウスを建てた人物である。母親はフランス出身であった 。1866年に家族はニューヨークに移った。17歳で探検家のヘンリー・モートン・スタンリーと婚約したとされるが、年齢差が大きいことなどから母親に反対され、婚約を破棄し、1876年に裕福な鉄道列車製造会社のオーナーの息子、アルバート・バーニー(Albert Clifford Barney)と結婚し、その後、2人の娘が生まれた。1882年にアメリカに講演旅行で訪れた詩人のオスカー・ワイルドと出会い、芸術への関心を高めた。
2人の娘たちをフランスの進歩的な教育者、マリー・スーヴェストルがフォンテーヌブローに設立した寄宿学校に入学させた後、近くに住むために1887年にパリに移った。パリで画家の、カロリュス＝デュランやクラウディオ・カステルッチョに絵を学び、アメリカ人画家、ジェームズ・マクニール・ホイッスラーが1898年にパリに設立した美術学校、アカデミー・カルメンの最初の学生になった。ホイッスラーはすぐに、教えることに飽きて、3年ほどでこの学校は閉校されたが、バーニーはホイッスラーの影響を受けた。
1899年からパリのヴィクトル・ユゴー通りに借りたバーニーの家に芸術家が集まるようになり、ルシアン・レヴィ＝デュルメールやジョン・ホワイト・アレクサンダー、エドモン＝フランソワ・アマン＝ジャンといった画家が、常連であり、彼らの影響を受けて象徴主義のスタイルの作品を描くようになった。
1900年頃、娘のナタリー(Natalie Clifford Barney)がフランス語の詩集を出版した時、バーニーは挿絵を描いた。この本の内容が不道徳であるとし、夫のアルバートは、妻と娘をアメリカに連れ戻し、出版された本の在庫を買い取り破棄した。この後、アルバートは飲酒の量が増え1902年に死去した。
1900年頃、バハーイー教に改宗し、ワシントンの自宅でバハーイー教の会合が行われた。ワシントンなどで個展を開いた。

## 作品

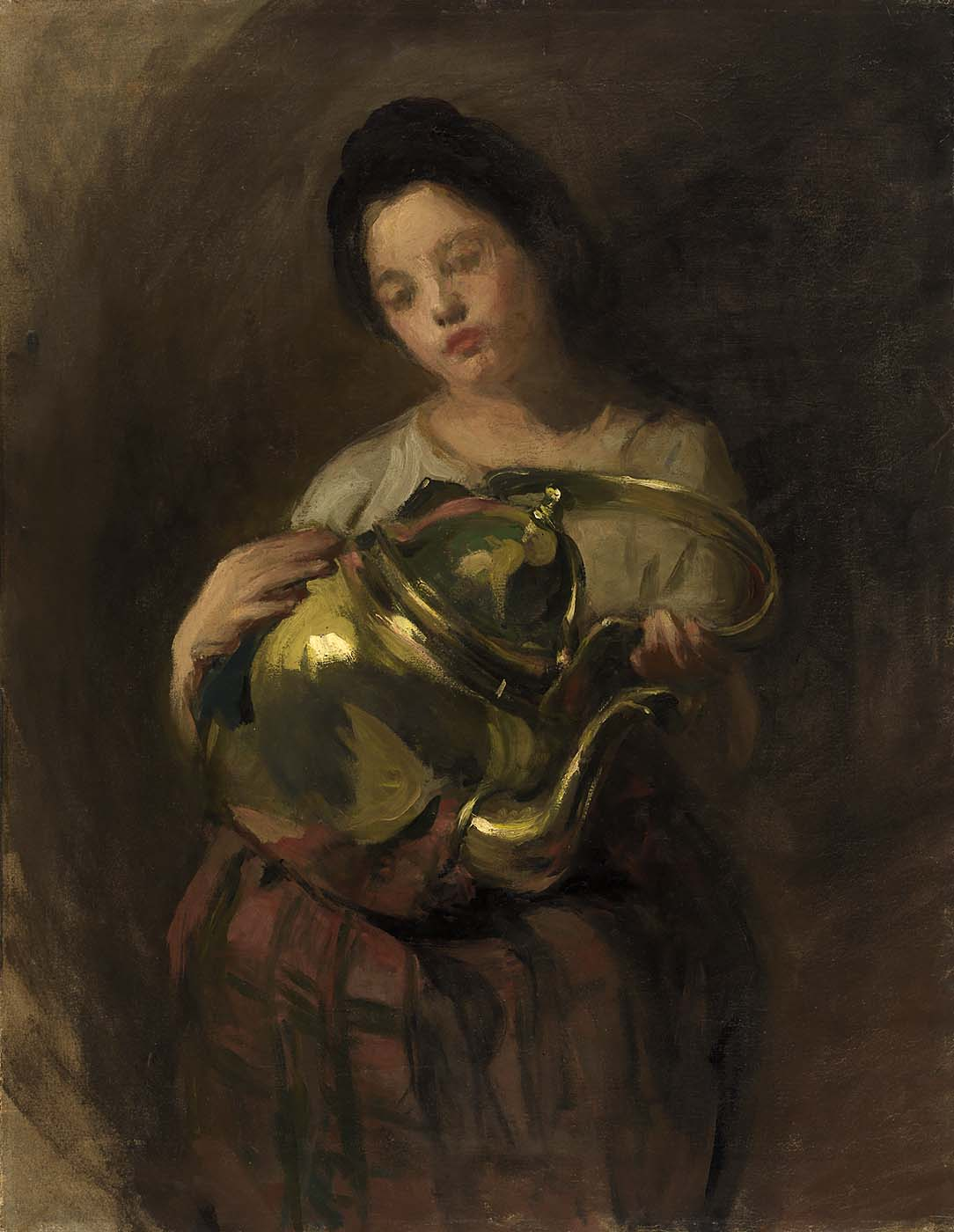
(c.1890)
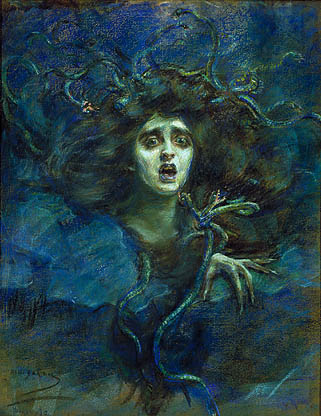
メドゥーサ (1892)
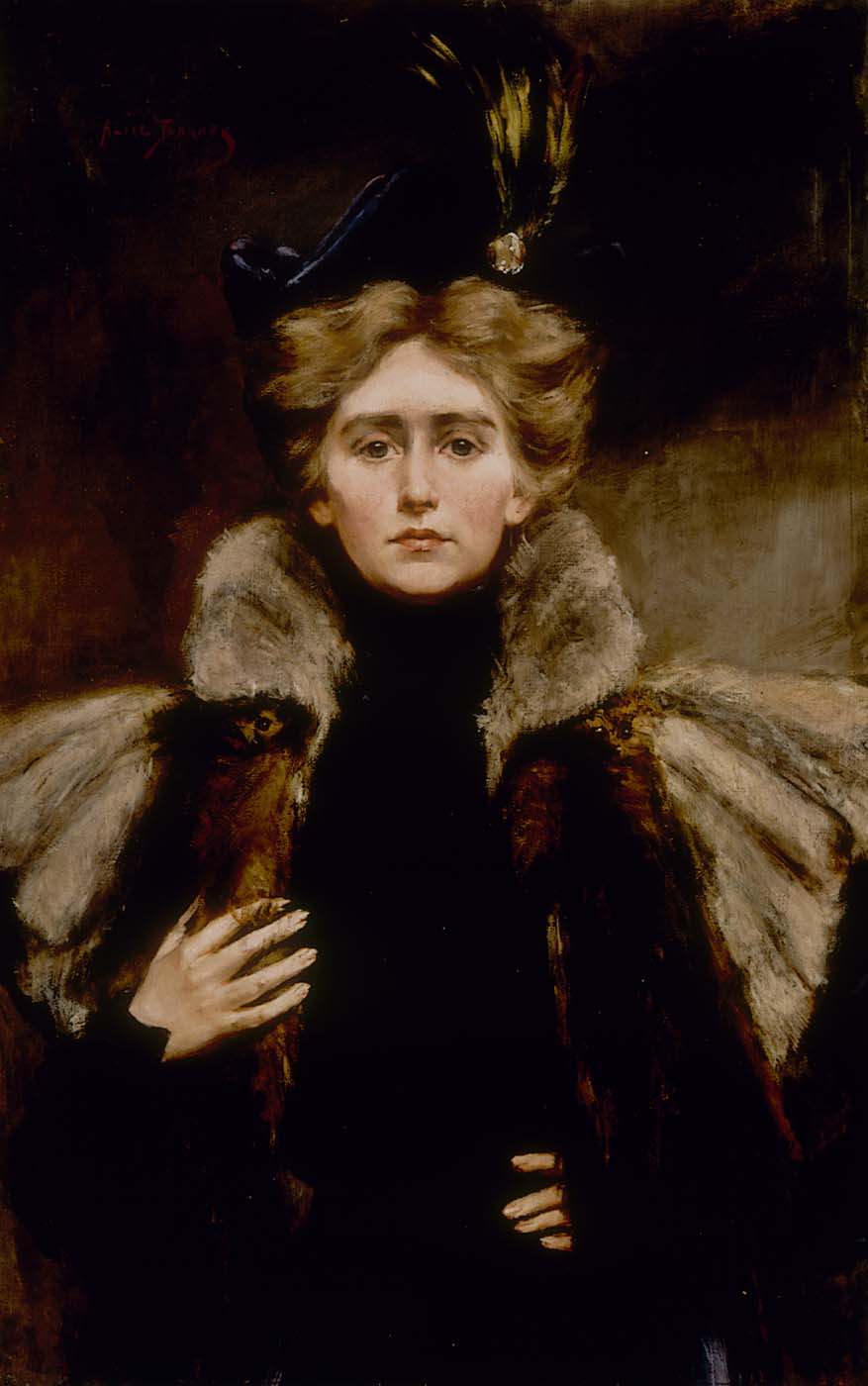
ナタリー(娘) (1897)
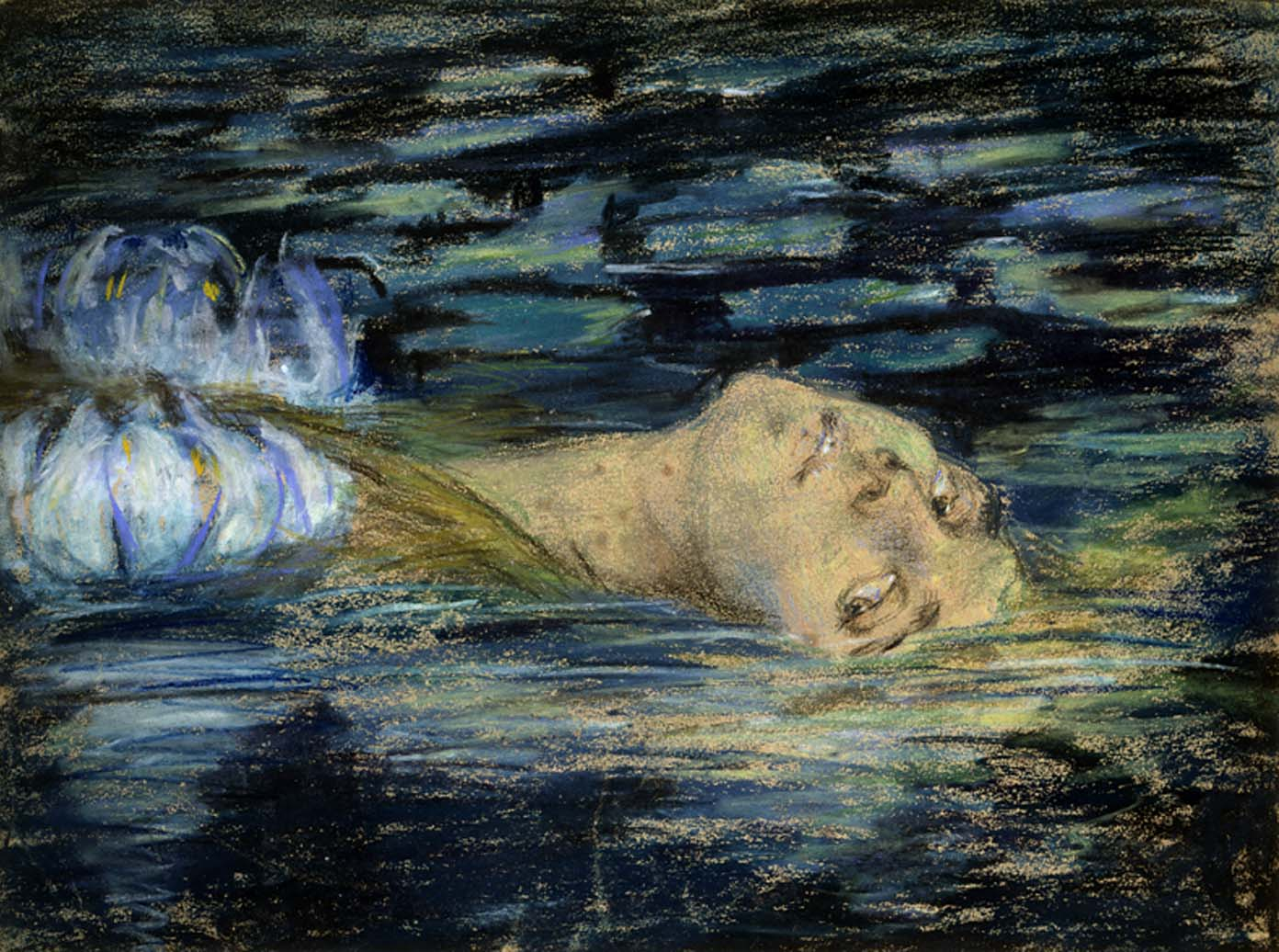
"Waterlily" (1900)
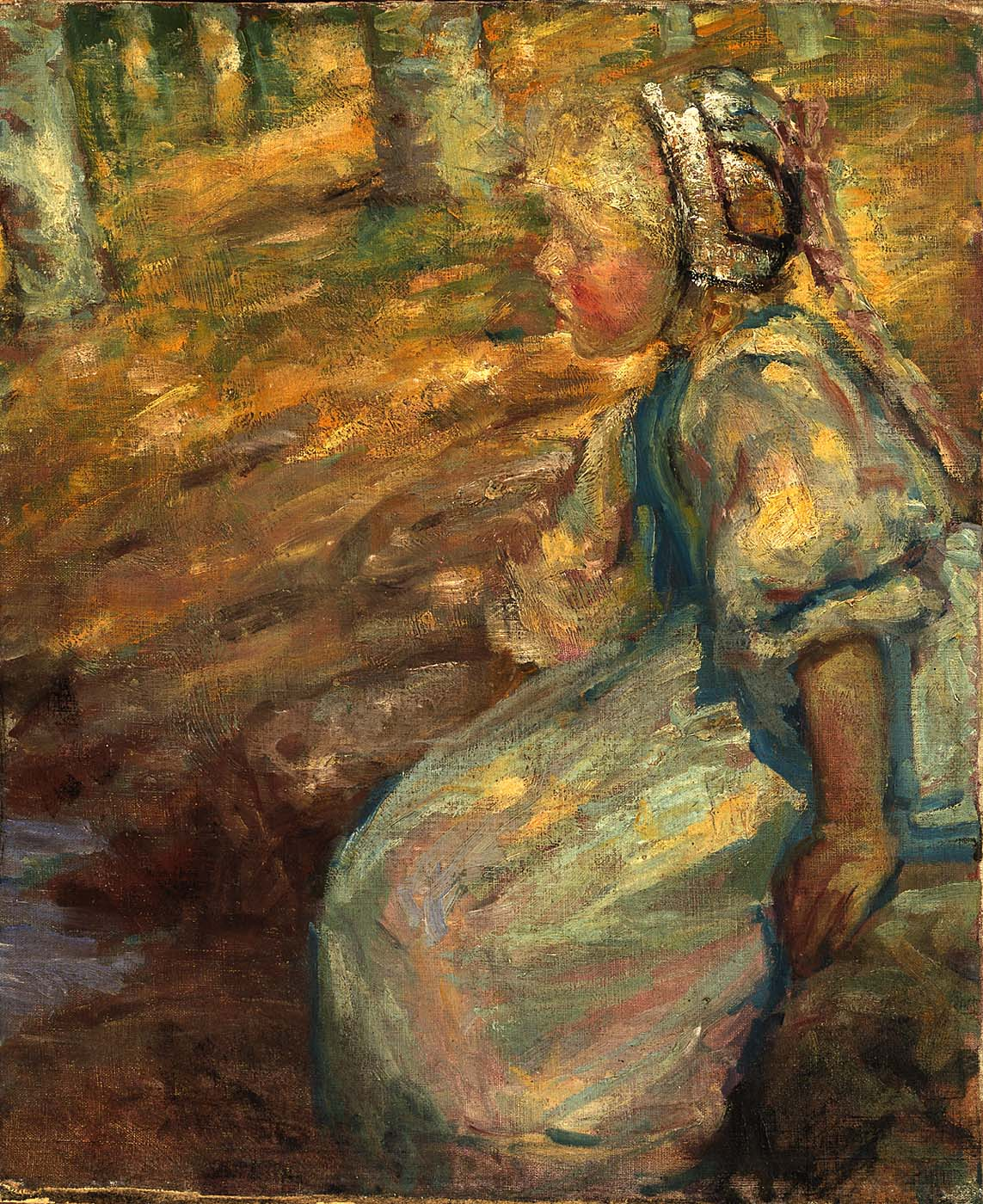
農民の娘(1900)
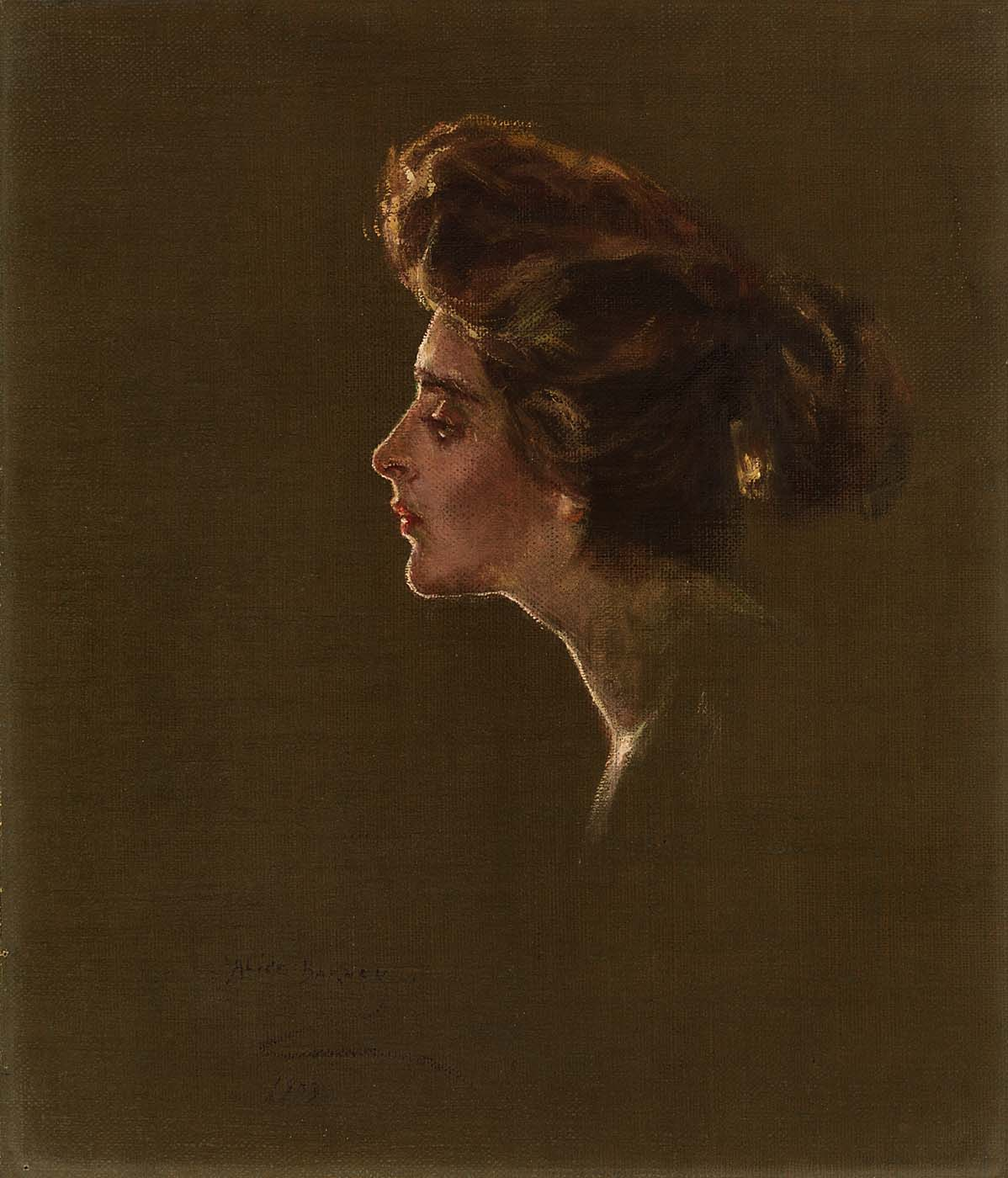
Vers 1903
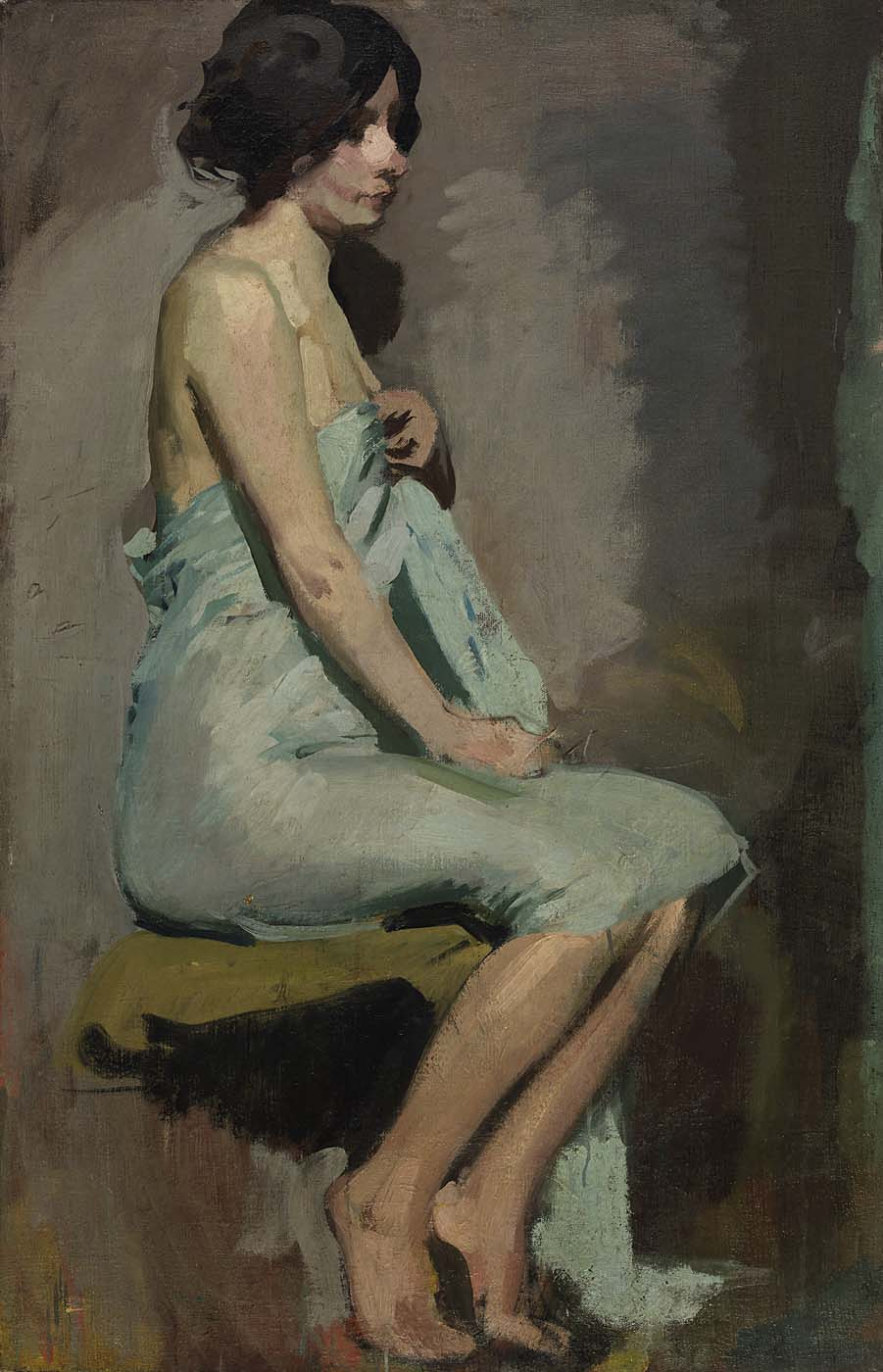
女性座像習作(1909)
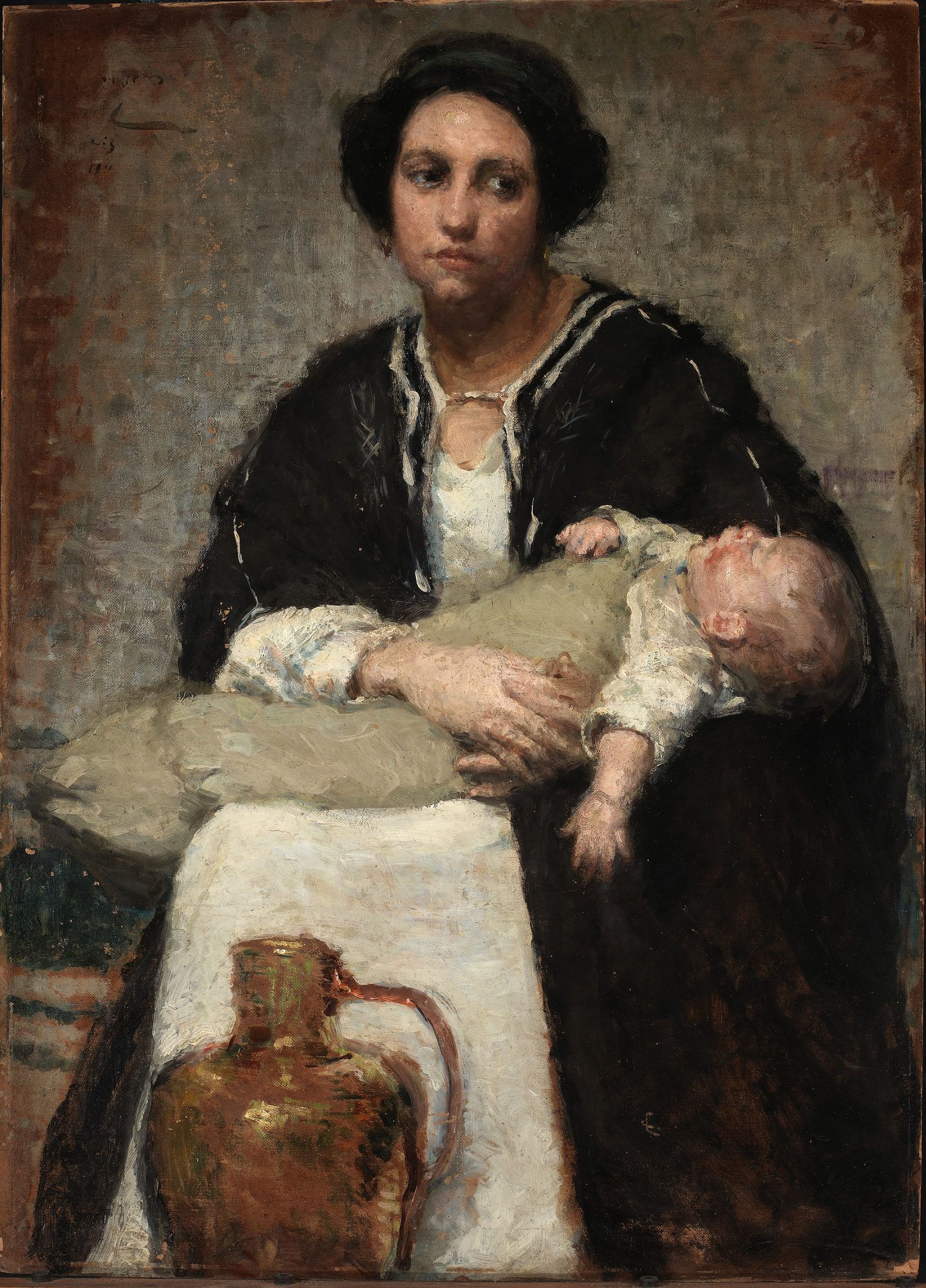
母親と眠る児 (1911)